# 26748 Targovnik
26748 Targovnik è un asteroide della fascia principale. Scoperto nel 2001, presenta un'orbita caratterizzata da un semiasse maggiore pari a 2,2713673 au e da un'eccentricità di 0,0930206, inclinata di 5,66796° rispetto all'eclittica.